# レイナ剣狼伝説
『レイナ剣狼伝説』（レイナけんろうでんせつ）は、日本のOVA作品。全3巻。

## 概要
『マシンロボ クロノスの大逆襲』の妹ヒロインで、レイナ・ストールを主人公にしたスピンオフ作品。時系列的には『マシンロボ クロノスの大逆襲』、『マシンロボ ぶっちぎりバトルハッカーズ』の後日談に当たる物語である。クロノス編にて度々危機に陥り兄や仲間に救出されていたレイナが自立して戦う姿が描かれるが、「優しくか弱い」というイメージは共通。OVAシリーズでも助けがなければ絶体絶命の苦戦のほうが目立つ。
評論家の氷川竜介は「時代の逆風に想いをぶつけたスーパーヒロインの伝説」として、「小さな目、クセのない柔らかな髪、控え目ながら芯のある性格」のレイナは性質も容姿も草食動物のウサギ的で、アニメヒロインのなかでも独特ではないかと述べ、レイナのか弱さはある種の魅力となっている。レイナ役の水谷優子は「セリフで一番多いのは「ロム兄さん」。ロム兄さんあっての私、というような感じでずっとやってきて、今回の「III」（剣狼伝説III）で、やっと少し自立したかなぁって感じですね」と述べ、あの儚げなお色気は自立しても消えるものではなく、ユラユラしているようなレイナのか弱い感じに、相手を包み込む優しさがあったのではと続けている。

## ストーリー
レイナ剣狼伝説I
正義のために時空間の旅を続けるレイナ・ストールは剣狼を託され、仲間と分かれて地球に転生する。転生したためにまだ記憶がおぼろげながら、退屈な現代に生きる思春期の少女たちの未来を蝕む存在を感じ、翻弄される少女たちを救うために女学院に編入したレイナは、そこでエイリスの伝説を語り現実に鬱屈した少女小島ナミに出会う。
永遠に清らかな少女たちの魂はいつしか、闇の支配者タイド・タイラントによって刈り取られ、そのときから醜い大人へと成長するようになった。だが、いずれ「獣の剣を持った使者」が現れて闇の支配者たちを蹴散らすだろうという、その剣を持った使者が現れるのをナミは待っていた。
レイナ剣狼伝説II
悪と戦う旅を続けながら、仲間の少女戦士シュリとラルとともに、レイナは惑星B-1を訪れる。ザルクの暗黒の魔力により凍結されたその機械の星では、レイナの兄ロム・ストールが闇からの刺客ザルクと苦闘を続けていた。
剣狼を一刻も早くロムのもとへ届けようとするレイナの行く手を、龍フレイムバージに乗る少女マイラが阻む。
レイナ剣狼伝説III
レイナは生まれ故郷の惑星ウルスへ帰還する。暗黒の魔力で荒廃したその星には、かつてストール兄妹の父キライに倒されたはずの魔導師バルトゥンが甦り、恨みをキライの息子ロムで晴らそうとしていた。
バルトゥンの配下最強の三魔人が、ストール兄妹に襲いかかる。

## 登場人物
レイナ・ストール / 遥 麗奈（はるか れいな）
声 - 水谷優子
主人公。本来は機械生命体のクロノス族だが、この時点では生身に転生している。ロム・ストール最愛の妹である戦士。
転生時は16歳。正義感が強く悪には不退転だが、敵にでも情けをかけてしまう優しさを持ち、心理戦に弱い。天空宙心拳の使い手だが、敵に勝つことはほぼ無くいつも危機に見舞われる。
冒頭で地球に転生、雷鳴と共に夜の東邦生命ビル（現渋谷クロスタワー）屋上に現れる。遥麗奈と名乗り、セーラーカラーのラインは一本線。『アニメディア』1989年付録制服図鑑の第1番では、セクシーなプロテクター姿を見せていたレイナがOVAで着用した紺のセーラー服は「純真無垢で、心やさしい、そしてリンとした精神的強さを持つレイナは知的な女学生のイメージにピッタリ」と絶賛されている。
悪を滅ぼす聖剣剣狼を託されており、剣狼の加護をある程度引き出せる。転生して生身の人間となったため、地球では剣狼の力でコンバット・スーツ姿の戦士に変身する。プロテクターは赤いビキニ部分がテレビ版より小さくハーフカップ。ヘルメットを脱ぎ栗色の髪を伸ばしている。ハイパワーの青と白のコスチュームもある。
出会う登場人物から美少女やお嬢様として強く認識されており、女学院のクラスメートには只者ではないと噂されている。タイラントにはその美貌から懐中時計の中に封印されかけ、暗黒の魔導師バルトゥンは「飼い馴らせば遊び道具にはなる」と配下の魔神に命令している。
小島 ナミ（こじま ナミ）
声 - 深見理佳
転校してきた麗奈を救いの戦士と喜ぶ。現実に幻滅して鬱屈しておりタイラントの触媒とされる。レイナを誘惑したり首を絞めるが、気配に気付いた麗奈に身体からタイラントの潜む懐中時計を投げ捨てられ呪縛から放たれる。
タイド・タイラント
声 - 速水奨
転生したレイナの初敵となる闇からの使い。時の支配者。地球でエイリスの伝説を利用し、次々と若い女性の時を奪っていた。完全な邪悪ではなく、多感な女子高生たちの思いに共感する部分もある。女学院で女子高生たちを懐中時計に封印。さらには美しい転校生である遙麗奈の時に目を付け、手中に収めようとする。催眠術が得意で、レイナは公園で暗示に陥りそうになり校舎屋上の戦いでも終始タイラントの精神攻撃に抗えなかった。雷も使い、切り掛かってくるレイナを釘付けにする。
ヴェルト・ザルク
声 - 山寺宏一
暗黒世界から来た刺客で、愛を見下している。魔剣「呀羅死（あらし）」の使い手で格闘もロム以上。ダールの本来の乗り手。傷口に塩を塗り込むような戦い方をし、卑怯を気にしない。今までロムに倒されていった者たち（ギャンドラーなど）の怨念で力を得ていると言っており、暗黒魔力の魔刀呀羅死で、レイナに預けた剣狼代わりにロムが手にしてる流星（兄ガルディの形見で剣狼の兄弟剣）をへし折ってしまう。
ロムとレイナの兄妹としての絆に目を付け、自分が破壊しようとする惑星の住民だったマイラを妹として洗脳。剣狼がロムに渡らぬようレイナにけしかける。
マイラ・ザルク
声 - 島津冴子
ザルクの妹と称する少女戦士。本来は正義感の強い女戦士だが、ザルクの妹という強烈な暗示を掛けられており、レイナを世界を滅ぼす絶対悪と認識。卑劣なザルクの影響を受け、レイナの苦しみに快楽を得るような戦いぶり。ダールに乗りレイナの命を狙い続ける。初戦でレイナの柔らかな跳躍で懐に入られ剣狼の光で敗れると、以後は爪の触手でレイナを封じたり、足場の悪い崖道で襲いかかった。仲間が加勢に現れるとダールを残し、単身レイナを追尾。先回りした。生身でも素手なら格闘力はレイナ以上。マイラが洗脳されていると友達に告げられ、敵であるマイラを救いたいと説得するレイナの胸を手刀で切り裂き、スーツを裂かれ柔肌に血が滲み苦鳴するレイナを「兄の背中に守られたお嬢様」と嘲笑する。
剣狼の光と、ロムが身を挺してレイナを守った兄妹愛、自分を利用していただけであることをザルクに告げられたことによって洗脳が解けかかり、ザルクの攻撃で落下したことにより、正気に戻る。
バルトゥン
声 - 玄田哲章
暗黒の魔導士。かつて惑星ウルスにおいてキライに敗れ、その恨みを息子ロムにぶつける。暗黒世界の力の源で悪の総元締。
兄ガルディの姿でレイナを幻惑。全身を拘束し人質としてレイナを締め上げ、ロムに剣狼を捨てさせた。剣狼の力を吸収し幻影のロム、暗黒バイカンフーへと姿を変え、ロムやレイナを苦戦させる。
当初レイナを剣狼で刺殺しようとしたが、のちに孤立無援、素手で挑んできたレイナを「小娘」と見下し、かつてレイナを妾にしようとしたガデスと同じように「殺すな! 飼い馴らせば遊び道具にはなる」と部下たちに命じ非力なレイナをじわじわと弄ぶ。
しかし、思わずレイナにてこずると卑劣で性酷薄なため吸収した剣狼の力を使いレイナが「そんな…」と驚愕する別の姿になる。その形態での攻撃力はレイナが瞬時に蒸発するようなダークネスボンバーを躊躇わずに放ち、跳んで避けたレイナが逃げ切れず、遠くに起きた爆風だけで悲鳴をあげて岸壁に叩きつけられる。
巨大な掌でレイナを握りつぶそうとするが、圧倒的な自信から最愛の人を失い傷心のレイナに「たった1人のおまえになにができる」とレイナを絶望させもがく様を愉悦するため時間をかけて握りつぶしてゆく。
グル
声 - 二又一成
かつてのグルジオスが転生した炎の魔人。バルトゥンの命で瀕死のロムと谷へ逃げるレイナを火炎弾でマグマ責めにし焼き殺そうとする。石化し封印された剣狼を引き抜こうと懸命で無防備なレイナを火球で崖下に転落させ叩き付ける。復活したジェットと戦う。
ディオ
声 - 高橋ひろ子
かつてのディオンドラが転生した水の魔人。復活したジムと戦う。
デビ
声 - 小野健一
デビルサターン6の転生した岩の魔人。グルによって崖下に落ち俯せているレイナを大地から突き上がる石柱で包囲。レイナを巨大岩拳で叩き、石柱群で挟み潰そうとするが、バルトゥンに調教して愛玩すると言われレイナの捕獲に移る。復活したドリルと戦う。
ロム・ストール
声 - 井上和彦（少年時代 - 荒川美奈子）
ブルー・ジェット
声 - 大滝進矢
トリプル・ジム
声 - 桜井敏治
ロッド・ドリル
声 - 橋本晃一
ガルディ・ストール
声 - 速水奨
佐野 ゆうこ（さの ゆうこ）
声 - 高田由美
吉田 京子（よしだ きょうこ）
声 - 安藤ありさ
山田 沙羅（やまだ さら）
声 - 鷹森淑乃
ラル
声 - 村田恵里
シュリ
声 - 小林優子

## スタッフ
- 監督 - 羽原信義
- 脚本 - 園田英樹
- キャラクターデザイン - 羽原信義
- メカニックデザイン - 山田高裕
- 絵コンテ - 羽原信義
- 演出 - 加戸誉夫（I）、村山靖（II、III）
- 作画監督 - 羽原信義
- 美術監督 - 東条俊寿（I）、地蔵本拓嗣（II、III）
- 撮影監督 - 広川二三男（I、III）、小澤次雄（II）
- 音楽 - 渡辺宙明
- 録音監督 - 清水勝則
- プロデューサー - 田崎廣、下地志直（I）、梅原勝（II、III）
- アニメーション制作 - 葦プロダクション
- 製作 - 葦プロダクション、ユーメックス

## 主題歌・揷入歌
橋本舞子は後に村田恵里と改名した。
主題歌
オープニングテーマ
「未来ROMANCER」（I）
作詞 - 岡田冨美子 / 作曲・編曲 - 渡辺宙明 / 歌 - 渡辺絵麻
「まぼろしの街」（II）
作詞 - 岡田冨美子 / 作曲 - 渡辺宙明 / 編曲 - 戸塚修 / 歌 - 橋本舞子
エンディングテーマ
「NEVER ESCAPE」（I）
作詞 - 岡田冨美子 / 作曲・編曲 - 渡辺宙明 / 歌 - 渡辺絵麻
「THANK YOU FOR YOU」（II）
作詞 - 岡田冨美子 / 作曲 - 渡辺宙明 / 編曲 - 戸塚修 / 歌 - 水谷優子
「永遠のララバイ」（III）
作詞 - 岡田冨美子 / 作曲・編曲 - 渡辺宙明 / 歌 - 橋本舞子
挿入歌
「泣くな戦士」（I）
作詞 - 岡田冨美子 / 作曲・編曲 - 渡辺宙明 / 歌 - 水谷優子
「燃えろ剣狼」（II）
作詞 - 岡田冨美子 / 作曲 - 渡辺宙明 / 編曲 - 戸塚修 / 歌 - 水谷優子
「WE CAN GET PEACE」（II）
作詞 - 岡田冨美子 / 作曲 - 池毅 / 編曲 - 戸塚修 / 歌 - 橋本舞子
「愛の戦士」（III）
作詞 - 岡田冨美子 / 作曲・編曲 - 渡辺宙明 / 歌 - 橋本舞子
「想(おもい)」（III）
作詞 - 園田英樹 / 作曲・編曲 - 渡辺宙明 / 歌 - 水谷優子
「はるかな旅路へ、きみと」（III）
作詞 - 園田英樹 / 作曲・編曲 - 渡辺宙明 / 歌 - 水谷優子、井上和彦

## リリース
VHS（全3巻）
- レイナ剣狼伝説I（1988年2月5日、TT78-1215HI）
- レイナ剣狼伝説II（1988年9月4日、TT78-1284HI）
- レイナ剣狼伝説III（1989年4月26日、AK078-1020H）

Beta（全3巻）
- レイナ剣狼伝説I（1988年2月5日、TT78-1215FI）
- レイナ剣狼伝説II（1988年9月4日、TT78-1284FI）
- レイナ剣狼伝説III（1989年4月26日、AK078-1020F）

LD
- レイナ剣狼伝説I（1988年2月25日、 L098-5045）
- レイナ剣狼伝説II（1988年9月23日、L078-5054）
- レイナ剣狼伝説III（1989年4月26日、AV078-1020）
- レイナ剣狼伝説 光学の書（1993年1月、LD-BOX:TYLY-1074~1075）

DVD
- レイナ剣狼伝説（DVD Set:TYBY-2018~19）
- レイナ・コンプリート　―誕生から旅たち―（2001年7月25日、DVD2枚組、東芝EMI）
- レイナ・コンプリート　―誕生から旅たち―（2004年8月25日、上記のトールケース版、東芝EMI）

*「レイナ・コンプリート」は、「レイナ剣狼伝説I～III」「LIGHTNING TRAP」「戦場の記憶」「マシンロボ・パイロット・フィルムOP・ED集」「THANK YOU FOR YOU」を収録。

### オリジナル・サウンドトラック
- レイナ 剣狼伝説I （1988年1月25日、LD32-5062/ 再発版：1993年2月24日、TYCY-5277、ユーメックス）
- レイナ 剣狼伝説II（1988年8月28日、LD32-5081/ 再発版：1993年2月24日、TYCY-5278、ユーメックス）
- レイナ 剣狼伝説III（1989年4月8日、LD32-5098/ 再発版：1993年2月24日、TYCY-5279、ユーメックス）
- はるかな旅路へ マシンロボ/レイナ ETERNAL★COLLECTION（1989年8月2日、LD32-5109）

### ミュージックビデオ
- レイナ・ミュージックビデオ THANK YOU FOR YOU（1989年、VHS：TOVA-1059、LD：TOLA-1059）

*スタッフ
企画・製作 - 藤田純二
プロデューサー - 田崎廣督
構成・絵コンテ・作画監督 - 羽原信義
演出 - 藤枝静樹
制作 - 葦プロ
- 収録曲

1. 未来ROMANCER（レイナ剣狼伝説III主題歌）
2. THANK　YOU　FOR　YOU（レイナ剣狼伝説IIエンディング主題歌）
3. WE　CAN　GET　PEACE（レイナ剣狼伝説IIイメージソング）
4. 泣くな戦士（レイナ剣狼伝説I挿入歌）
5. 永遠のララバイ（レイナ剣狼伝説IIIエンディング主題歌）
6. はるかな旅路へ、きみと（レイナ剣狼伝説IIIイメージソング）

## ライトニングトラップ レイナ&ライカ
『ライトニングトラップ レイナ&ライカ』（ライトニングトラップ レイナ アンド ライカ、英語表記:Lightning Trap Leina & Laika）は、1990年5月23日発売の『レイナ剣狼伝説』のスピンオフOVA作品。全1巻。羽原信義×菊池通隆のキャラクターデザイン共演をウリにしており、羽原信義側からはレイナがゲスト出演、菊池通隆側からは企画当初は『超音戦士ボーグマン』のヒロインであるアニスが登場予定だったが、東宝からOKが出ず、代わりに新キャラクターのライカが登場することとなった。

### ストーリー（スピンオフ）
超極音速旅客機ライトニングL808が北極海上空でテロリストにハイジャックされてしまった。偶然乗り合わせた普通の学生だった麗奈はICPOのライカに協力を求められ危機に立ち向かうことになる。

### キャスト
遥 麗奈（はるか れいな）
声 - 水谷優子
普通の高校3年生。ライトニングL808でパリの兄の元へ向かう途中に事件に巻き込まれる。 戦闘兵器バイブルの性能テストとして標的とされゼリー状触手で襲われる。小説版では運が強く、夢の中で戦士となって怪物と戦う夢をよく見るとされる。
ライカ・ストレンジ
声 - 鷹森淑乃
ICPOの特殊技能捜査官。テロリストへの対策でバイブル輸送任務のため一般客として乗り込む。肉体のほとんどがサイボーグに改造されており、生身で機外に出ることができるなど驚異的な身体能力を持つ。
リョウ
声 - 高山みなみ
麗奈の近くの席に乗り合わせた男の子。麗奈と一緒にいた時に事件に巻き込まれたため、一緒に行動することになる。
ザリック
声 - 山寺宏一
テロリスト・ブルーメイの主犯格。戦闘用アシン『バイオブロック（バイブル）』を手土産に共産圏への亡命のためハイジャック。知的だが非情で簡単に人を殺す。麗奈で性能評価を行おうとする。
ルーナ
声 - 小林優子
女性テロリスト。
小島 ナミ（こじま ナミ）
声 - 天野由梨
麗奈と一緒に乗っていた友人。『レイナ剣狼伝説』からの客演。
吉田 京子（よしだ きょうこ）
声 - 安藤ありさ
麗奈と一緒に乗っていた友人。『レイナ剣狼伝説』からの客演。
マーフィ
声 - 大友龍三郎
バイブルを輸出しようとしている政府幹部。
田村（たむら）
声 - 山口健
ライトニングL808副機長。テロリストによる制圧直後に殺される。
大川（おおかわ）
声 - 西村知道
小谷（こたに）
声 - 大塚明夫
ライトニングL808機長。

### スタッフ（スピンオフ）
- 原作 - 園田英樹
- 監修 - 羽原信義
- 監督 - 村山靖
- 脚本 - 園田英樹
- キャラクターデザイン - 羽原信義
- ゲストキャラクターデザイン - 菊池通隆
- メカニックデザイン - 山田高裕
- 絵コンテ - 森一浩
- 演出 - 村山靖
- 作画監督 - 羽原信義、菊池通隆
- メカニック作画監督 - 山田高裕
- 美術監督 - 甲斐政彦
- 撮影監督 - 広川二三男
- 音楽 - 池毅、戸塚修
- 録音監督 - 清水勝則
- プロデューサー - 田崎廣、梅原勝
- 制作 - 葦プロダクション
- 製作 - ユーメックス
- 製作・著作 - 葦プロダクション、ユーメックス

### 主題歌（スピンオフ）
「ONLY ONE」
作詞 - 森由里子 / 作曲 - 池毅 / 編曲 - 戸塚修、池毅 / 歌 - 鷹森淑乃
挿入歌「愛を急がないで」
作詞 - 森由里子 / 作曲 - 戸塚修 / 編曲 - 戸塚修、池毅 / 歌 - 鷹森淑乃

### リリース
- ライトニングトラップ レイナ&ライカ（LD:TOLA-1067）
- ライトニングトラップ レイナ&ライカ オリジナル・サウンドトラック（1990年3月28日、TYCY-5128）

### 小説版
園田英樹著。角川スニーカー文庫より『ライトニング・トラップ』として刊行された。4年前の出来事の詳細やザリックの背景など、OVAでは描かれなかった物語も語られている。